# Lasiopogon zaitzevi
Lasiopogon zaitzevi là một loài ruồi trong họ Asilidae. Lasiopogon zaitzevi được Lehr miêu tả năm 1984. Loài này phân bố ở vùng Cổ Bắc giới.